# Universidad Estatal de Osetia del Sur
La Universidad Estatal de Osetia del Sur o bien Universidad Estatal Alexander Tibilov (en osetio: Хуссар Ирыстоны паддзахадон университет; en georgiano: სამხრეთ ოსეთის პედაგოგიური ინსტიტუტი; en ruso: Юго-Осетинский государственный университет) es el nombre que recibe un centro educativo de educación superior localizado en la ciudad de Tsjinvali, la capital del sur de Osetia del Sur, un territorio independiente de facto reclamado por Georgia.
Anteriormente llamado instituto agrícola Stalinirskim, y después Instituto Pedagógico de Osetia del Sur es en 1993 que se transformó en la Universidad  estatal de Osetia del Sur de Alexander Tibilov.
Su historia comienza en 1932 cuando se decidió abrir una escuela de formación docente en la entonces ciudad de Staliniri. Entre 1937 y 1938 había 133 estudiantes, y un año más tarde se incorporaron 255 personas. Hoy, las 12 facultades de educación superior del lugar incluyen alrededor de 3 mil estudiantes.